# Thézac (Charente Marittima)
Thézac è un comune francese di 324 abitanti situato nel dipartimento della Charente Marittima nella regione della Nuova Aquitania.

## Società

### Evoluzione demografica
Abitanti censiti